# Hymir

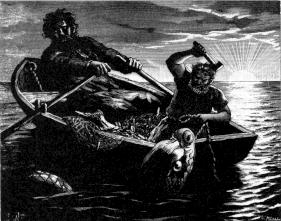
Thor und Hymir angeln die Midgardschlange

Hymir (altnordisch für „der Finstere“) ist ein Riese der nordischen Mythologie. Laut Hymirlied (Hymiskviða), das zur Lieder-Edda gehört, ist er der Vater des Gottes Tyr – Snorri Sturluson nennt hingegen in seiner Prosa-Edda Odin als Vater.
Gemäß dem Hymirlied besitzt der Riese einen Kessel, der groß genug ist, damit der Meeresriese Ägir Bier für alle Götter brauen kann. Thor nimmt Hymir auch zum Fischfang mit. Der Gott wirft auf hoher See seine Angel mit einem Ochsenkopf als Köder aus, um die Midgardschlange zu fangen. Das Ungeheuer beißt an, kämpft aber so heftig dagegen an, emporgezogen zu werden, dass Thor mit einem Bein durch den Schiffsboden bricht. Der Riese wird von Angst gepackt und zerschneidet die Angelschnur mit seinem Messer, so dass die Beute entkommt. Beide gelangen lebend an Land, nach einer anderen Version tötet Thor den Hymir.